# Видьярамбха
Видьярамбха (IAST: Vidyāraṃbha) или Акшарарамбха — одна из 16-ти санскар, совершаемых индусами.
Обряд состоит в официальном знакомстве с алфавитом детей в возрасте около пяти лет, хотя может быть проведена и в семь лет. Сама церемония проводится в виджаядашами (последний день наваратри). В этот день тысячи людей приходят в храмы, чтобы начать обучение своих детей, которых перед этим моют и украшают. Обычно ритуал начинается с написания особой мантры «Hari Sri Ganapataye Namah Avignamastu» на песке или на насыпанных рисовых зёрнах. Затем мантра должна быть написана на языке ребёнка кусочком золота, а также все алфавиты. Далее сам ребёнок пытается написать те же буквы из «Hari Sri» своим указательным пальцем на сыром рисе в металлическом сосуде, и пробует произносить каждое слово, когда оно уже написано. Церемонией руководит отец ребёнка либо уважаемый учитель. Видьярамбха может быть проведена для детей всех каст.
В период сутр обряд состоял также в приношениях богам Хари, Лакшми и Сарасвати, а также в почитании знаний своей семьи и мудрецов, которые такое знание распространяли.